# Ditfurth (Adelsgeschlecht)

Wappen derer von Ditfurth

Ditfurth (gelegentlich auch als Dithfurt) ist der Name eines deutschen Uradelsgeschlechts des Harzgaues mit dem gleichnamigen Stammhaus im heutigen Landkreis Harz in Sachsen-Anhalt.

## Geschichte

### Ursprung
Das Geschlecht erscheint erstmals urkundlich 1148 mit dem Ministerialen Hoimarus de Dhitvorden. Schon vor dem geschichtlichen Auftreten hatten Angehörige des Geschlechtes bis 1517 das Erbmarschallamt des Reichsstifts Quedlinburg inne und versahen in dieser Stellung das Landgrafen- und Gaugrafengericht auf dem Hosekenberg an der Grenze des Stiftsgebiets unweit Ditfurt.

### Linien
Theodor von Ditfurth unterscheidet zwischen einer Quedlinburger (Marschall-)Linie, einer Halberstädter Linie, einer Aschersleber (Anhalter) Linie und einer Blankenburger Linie.
Die Quedlinburger Linie trat um 1148 auf und erlosch um 1521. Ihre Mitglieder waren Ministerialen des kaiserlichen, freiweltlichen Stifts St. Servatii. Theodor von Ditfurth vermutet den Hauptlehnssitz in der nahen Ortschaft Ditfurt.
Die Halberstädter Linie ist ab 1155 belegt und erlosch um 1410. Ihre Mitglieder waren Ministerialen der Bischöfe von Halberstadt und lebten als Burgmannen in Wegeleben.
Für die Aschersleber (Anhalter) Linie nimmt Theodor von Ditfurth die gleiche Abstammung wie für die Halberstädter Linie an. Ihre Mitglieder waren Ministerialen der Grafen von Aschersleben. Die Linie erlosch im 14. Jahrhundert.
Die Blankenburger Linie ist ab dem 12. Jahrhundert belegt. Die urkundlich beglaubigte Stammreihe beginnt mit Hans von Ditforde († vor 1458). Nach Theodor von Ditfurth besitzen alle heutigen Namensträger in Franz (IV.) Dietrich von Ditfurth (1674–1745) einen gemeinsamen Vorfahren.

## Wappen
Das Stammwappen ist von Gold und Blau dreimal geteilt. Auf dem Helm mit blau-goldenen Decken stehen zwei wie der Schild bezeichnete Büffelhörner.

## Bekannte Familienmitglieder
- Anton von Ditfurth (1588–1650), deutscher Verwaltungsbeamter und Mitglied der Fruchtbringenden Gesellschaft
- Otto Arthur von Ditfurth (um 1635–1695), hannoverscher Hofmeister, Gesandter, Berghauptmann, Drost und Geheimrat
- Franz Dietrich von Ditfurth (1738–1813), Freimaurer
- Georg von Ditfurth (1742–1815), deutscher Landrat und Abgeordneter[2]
- Wilhelm von Ditfurth (1780–1855), preußischer General der Infanterie, Ritter des Ordens Pour le Mérite
- Franz Wilhelm von Ditfurth (1801–1880), Volksliedsammler, Sänger, Dichter, Schriftsteller, Jurist und Kirchenlieddichter und -Sammler
- Maximilian von Ditfurth (1806–1861), kurhessischer Offizier und Militärhistoriker, Mitglied der kurhessischen Ständeversammlung
- Wilhelm von Ditfurth (1810–1876), deutscher Rittergutsbesitzer, Politiker und Regierungsbeamter
- Barthold von Ditfurth (1826–1902), preußischer General der Infanterie
- Franz von Ditfurth (1840–1909), deutscher Rittergutsbesitzer, Politiker und Regierungsbeamter
- Theodor von Ditfurth (1846–1922), Kaiserlicher Geheimer Oberregierungsrat
- Bodo Borries von Ditfurth (1852–1915), preußischer Generalmajor und Pascha in der Osmanischen Armee unter Abdülhamid II.
- Wilhelm von Ditfurth (General, 1852) (1852–1915), preußischer Generalmajor
- Kurt von Ditfurth (1856–1924), deutscher Generalleutnant
- Friedrich von Ditfurth (1856–1927), preußischer Generalleutnant
- Hans von Ditfurth (1862–1917), deutscher Verwaltungsbeamter und Rittergutsbesitzer
- Wilhelm von Ditfurth (General, 1874) (1874–1949), deutscher Generalmajor, Ritter des Ordens Pour le Mérite
- Wolfgang von Ditfurth (1879–1946), deutscher Generalleutnant und verurteilter Kriegsverbrecher
- Hans Kurt von Ditfurth (1885–1945), Präsident der Preußischen Bau- und Finanzdirektion
- Hoimar von Ditfurth (1921–1989), deutscher Psychiater, Fernsehmoderator und Wissenschaftsjournalist
- Christina von Ditfurth (* 1943), österreichische Skirennläuferin
- Jutta von Ditfurth (* 1951), deutsche Sozialwissenschaftlerin, Publizistin und Politikerin, Tochter von Hoimar von Ditfurth
- Christian von Ditfurth (* 1953), deutscher Historiker, Autor und Lektor, Sohn von Hoimar von Ditfurth
- Julia von Ditfurth (* 1985), deutsche Kunsthistorikerin und Hochschullehrerin